# Moustapha Salifou
Moustapha Salifou (Lomé, 1 de junho de 1983) é um ex-futebolista togolês, que defendeu a equipe do Aston Villa e a Seleção Togolesa.

## Carreira
Moustapha Salifou fez parte do elenco da Seleção Togolesa de Futebol na Copa do Mundo de 2006.